# Monet Mazur
Monet Mazur (Los Angeles, 17 de abril de 1976) é uma atriz e modelo estadunidense de ascendência judia.

## Biografia
Mazur nasceu em Los Angeles, filha de uma ex-modelo e de Ruby Mazur, um ilustrador que trabalhou na indústria da música, inclusive com Billy Joel. A atriz tem quatro irmãos: Nicholas, Cezanne, Matisse e Miro. No verão de 2005, Mazur viu o nascimento de seu primeiro filho, Preston Daniel de Rakoff, filho de Alex de Rakoff, com quem ela se casou em Abril do mesmo ano. Ela também é conhecida por namoros com personalidades famosas como Adrien Brody, Ashton Kutcher e Dave Navarro.
Monet Mazur começou a sua carreira ainda adolescente, como modelo e atriz. Seus créditos no cinema são muitos, mas entre estes, podemos destacar os recentes Monster-in-Law, ao lado de Jennifer Lopez, e Just Married, com Ashton Kutcher e Brittany Murphy. Sua carreira na televisão concentrou-se em seriados, como CSI: Miami, Party of Five e Jack & Jill.

## Carreira

### Televisão
- 1993 Days of Our Lives como Brandee Fields
- 1995 Party of Five como Erica
- 1999 Jack & Jill como Laurie Tindell
- 1999 Strange World como Cassandra Tyson
- 2002 Stark Raving Mad como Vanessa
- 2007 Cold Case como Margot Chambers
- 2007 CSI: Miami como Lindsay Wade
- 2009 Castle como Gina Cowell

### Cinema
- 1995 Raging Angels como Lila Ridgeway
- 1999 Mystery Man como Becky Beaner
- 1999 The Mod Squad como Dolly
- 2001 The Learning Curve como Georgia
- 2001 Angel Eyes como Kathy Pogue
- 2001 Blow como Maria
- 2002 Kiss the Bride como Antonia Sposato
- 2002 40 Days and 40 Nights como Candy
- 2003 Just Married como Lauren
- 2004 Torque como Shane
- 2005 Stoned como Anita Pallenberg
- 2005 In Memory of My Father como Monet
- 2005 Monster-in-Law como Fiona
- 2006 Whirlygirl como Whirlygirl
- 2007 Frost como Carolina
- 2007 Live! como Abalone
- 2008 The House Bunny como Cassandra
- 2009 Dead Mann Running como Frankie
- 2012 Adopting Terror como Fay Hopkins